# Feliks Jarocki (adwokat)
Feliks Jarocki herbu Rawicz (ur. 1824 w Kołaczycach, zm. 16 marca 1900 w Tarnowie) − prawnik, adwokat, radny i burmistrz Tarnowa.

## Życiorys
Feliks Jarocki pochodził ze szlacheckiej rodziny herbu Rawicz. Po ukończeniu studiów prawniczych na Uniwersytecie Jagiellońskim założył własną kancelarię adwokacką w Tarnowie. Podczas powstania styczniowego bronił przed sądem patriotów oskarżanych o działalność antyaustriacką. Był również, wraz z innymi adwokatami tarnowskimi: Klemensem Rutowskim i Józefem Stojałowskim podejrzewany przez władze o zaangażowanie w konspirację patriotyczną.
W wyborach do pierwszej autonomicznej Rady Miasta Tarnowa w marcu 1867 roku Feliks Jarocki został wybrany radnym, zaś po kolejnych w 1870 roku wiceburmistrzem miasta. Po śmierci burmistrza, Wojciecha Bandrowskiego, został we wrześniu tegoż roku wybrany jego następcą, większością 23 głosów na 31 oddanych. Podczas jego trzyletniej kadencji w Tarnowie zakupiono teren pod powstanie gimnazjum wyższego (obecnie I Liceum Ogólnokształcące im. Kazimierza Brodzińskiego), rozpoczęto budowę szkoły wydziałowej męskiej, wprowadzono myto, w 1872 roku zorganizowano wystawę rolniczą. Przez cały ten okres w Radzie Miasta toczył się konflikt o sposób zarządu propinacją alkoholową. W 1873 roku miasto nawiedziła epidemia cholery.
10 listopada 1873 roku burmistrz Jarocki został zawieszony przez rząd w czynnościach urzędowych. Po kolejnych wyborach burmistrzem został Klemens Rutowski, zaś Feliks Jarocki przez kolejne kadencje był wybierany w skład Rady Miasta. Wciąż prowadził również kancelarię adwokacką. Zmarł 16 marca 1900 roku na zapalenie płuc.